# Oberea ophidiana
Oberea ophidiana là một loài bọ cánh cứng trong họ Cerambycidae.